# Bunraku (pel·lícula)
Bunraku és una pel·lícula d'arts marcials basada en una història de Boaz Davidson. Ha estat dirigida i escrita per Guy Moshe. El film és protagonitzat per Josh Hartnett, Woody Harrelson, Demi Moore, Ron Perlman, Kevin McKidd i Gackt. L'argument d'aquest film gira al voltant d'un home misteriós i un jove japonés que vol recuperar un medalló. Està ambientada en un lloc imaginari, en el qual no hi ha armes de foc, però sí molta violència. Es desenvolupa en un món imaginari en el qual es barreja la realitat amb la fantasia del joc d'ombres, del còmic. S'inspira en pel·lícules d'arts marcials i westerns de les quals Moshe és un gran aficionat.
 Bunraku  es va estrenar com a selecció oficial de la secció Midnight Madness al Festival Internacional de Cinema de Toronto de 2010, al Canadà.

## Argument
Un misteriós rodamón (Josh Hartnett) i un samurai, el jove Yoshi (Gackt), uneixen les seves forces per combatre a la banda criminal de Nicola (Ron Perlman) que té la seva estimada, Alexandra (Demi Moore). Els dos joves tenen objectius particulars: Yoshi vol recuperar un medalló de la família i el rodamón, busca venjança. Ambdós col·laboren sota la supervisió del propietari d'un bar de begudes (Woody Harrelson), el Horseless Horseman Saloon, per intentar posar fi al regnat del terror en una ciutat dominada pels criminals.

## Repartiment
| Actor           | Personatge            |
| --------------- | --------------------- |
| Josh Hartnett   | El rodamón            |
| Gackt           | Yoshi                 |
| Demi Moore      | Alexandra             |
| Woody Harrelson | El cambrer            |
| Ron Perlman     | Nicola El llenyataire |
| Kevin McKidd    | Assassí núm. 2        |
| Jordi Molla     | Valentine             |
| Shun Sugata     | L'oncle               |
| Emily Kaiho     | Momoko                |